# UPPER JAM
UPPER JAM（アッパー・ジャム）は、餓鬼レンジャーの2枚目のアルバム（フルアルバムとしては1枚目）である。

## 概要
- 餓鬼レンジャーのメジャー・1stアルバムである。
- 全21曲で収録時間が72分33秒と、非常に濃密な一枚となっている。
- オリコンでは最高16位を記録し、これは餓鬼レンジャーの他のシングル・アルバムも含め2013年時点でオリコン最高位である。また、このアルバムは各方面から軒並み高評価を受け、2001年のBLAST AWARDのベスト・アルバム部門では4位を記録した。
- 客演にはKEN-1-RAW、M.O.S.A.D.、ラッパ我リヤ、RYO the SKYWALKERなどが参加している。

## 収録曲
1. You are Shock Sure Shot
lyric:Pocyomkin、Yoshi / music:HIGH SWITCH
PVが存在する。
2. ばってんlingo feat.KEN-1-RAW from VOLCANO POSSE
lyric:Pocyomkin、KEN-1-RAW / music:GREEN PEEACE
歌詞の殆どが熊本弁で構成されており、歌詞カードを見ても熊本県民でなければ理解できない言葉・方言が多数出てくる。
音楽番組『シュガーヒルストリート』に餓鬼レンジャーがゲスト出演した際、司会の有田哲平（FAKE-A）がこの曲に出てくる言葉を一部解説したことがある。因みに有田もポチョムキンと同じく熊本県出身である。
3. GETTIN' HI 5 MIC feat.M.O.S.A.D.
lyric:Pocyomkin、Yoshi、M.O.S.A.D. / music:HIGH SWITCH
4. クチコミ5000
lyric:Pocyomkin、Yoshi / music:GREEN PEEACE
1stシングル。
5. ルビーの詩
lyric:Yoshi / music:GREEN PEEACE
YOSHIのソロ曲。
6. This Kicks Ass
lyric:Pocyomkin、Yoshi / music:SUMICO
7. RAP-WARZ feat.ラッパ我リヤ
lyric:Pocyomkin、Yoshi、Q、山田マン / music:HIGH SWITCH
8. 火ノ国SKILL ～モッコスFUNKバージョン～
lyric:Pocyomkin、Yoshi / music:HIGH SWITCH
1stシングル。
9. PASS DA MIC イリュージョン feat.海、44NATURAL、MUZZLE from CHILLPRO
lyric:Yoshi、海、44NATURAL、MUZZLE / music:GREEN PEEACE
10. MASTERピース feat.福岡ユタカ
lyric:Pocyomkin、Yoshi / music:HIGH SWITCH
11. GPスイコン.com
lyric:Pocyomkin / music:GREEN PEEACE
12. 火ノ粉ヲ散ラス昇竜
lyric:Pocyomkin、Yoshi / music:GREEN PEEACE
メジャー・デビューシングル。シングル・ヴァージョンと違い、冒頭が少し省略されて収録されている。
13. Rhaaにわかっちゃん
lyric:Pocyomkin / music:HIGH SWITCH
14. UPPER JAM feat.RYO the SKYWAKER
lyric:Pocyomkin、Yoshi、RYO the SKYWALKER / music:GREEN PEEACE
15. MAKE THE FUNKY ドラマ
lyric:Pocyomkin、Yoshi / music:HIGH SWITCH
16. My Style Is The Best
lyric:Pocyomkin、Yoshi / music:HIGH SWITCH
2ndシングルのカップリング曲。PVも存在する。
17. ゲンゴ ROLLER COASTER
lyric:Pocyomkin / music:HIGH SWITCH
ポチョムキンのソロ曲。
18. 髭とタオル
lyric:Yoshi / music:GREEN PEEACE
19. LOVE LOVE LOVE feat. 446
lyric:Pocyomkin、Yoshi、446 / music:GREEN PEEACE
可愛らしいタイトルとは裏腹に、歌詞は卑猥な言葉で埋め尽くされている。
20. 芸者屋
lyric:Pocyomkin、Yoshi / music:GREEN PEEACE
21. サタDEFナイツ ～阿佐ヶ谷cute bet MIX～
lyric:Pocyomkin、Yoshi / music:COGA レンジャー
コンピ 「RAP WARZ DONPACHI!」に収録されている曲の再録。また、トラックが若干の変更があり、オリジナルと比べるとHOOKが追加されている部分がある。